# Uppsalaekonomerna
Uppsalaekonomerna (engelska Uppsalaekonomerna Student Union) är en ideell studentförening och studentkår vid Uppsala universitet.

## Bakgrund
Kåren har drygt 2 500 medlemmar varav omkring 350 är aktiva inom föreningen. Uppsalaekonomerna grundades den 18 oktober 1971 då föreningen UPEKON bildades. Uppsalaekonomerna är idag en väletablerad studentkår i Uppsala. Uppsalaekonomerna har kårstatus för företagsekonomiska, nationalekonomiska och statistiska institutionen vid Uppsala universitet. 
Uppsalaekonomerna har som syfte att vara en kanal mellan universitet, studenter och näringsliv. Kårens uppgift är att arbeta för en bättre utbildning, stärka relationen mellan näringsliv och studenter samt att ordna sociala evenemang. Övriga målsättningar är att föra in näringslivets krav på framtida studenter till universitetet, att arbeta med en professionell attityd gentemot sina samarbetsföretag, skapa uppskattade och välbesökta evenemang för sina studenter samt skapa en kreativ atmosfär där studenter får chansen att praktisera sin teoretiska kunskap.
Arbetsmarknadsmässan Kontaktdagarna är Uppsalaekonomernas största projekt och ett av fundamenten i näringslivskontakten. Mässdagarna föregås av månader av arbete och planering som engagerar ett stort antal studenter. 
Sedan 2006 bedriver även Uppsalaekonomerna jobbförmedling genom karriärportalen Career Service. 
Kåren utger även den digitala tidskriften Reversen. 
Uppsalaekonomerna är medlemmar i nätverket U9, ett nätverk för de största ekonomföreningarna i Sverige. Övriga medlemmar är Lundaekonomerna, EHVS, JSA, HHGS, SASSE, HHUS, ELIN och Föreningen Ekonomerna vid Stockholms universitet.

## Verksamhet

### Styrelsen
Uppsalaekonomernas styrelse sammanträder varannan vecka under terminerna och består av 10 medlemmar varav 9 har rösträtt. Styrelsen ansvarar för föreningens långsiktiga och strategiska arbete samt är ansvariga för föreningens ekonomi.

### Utskott

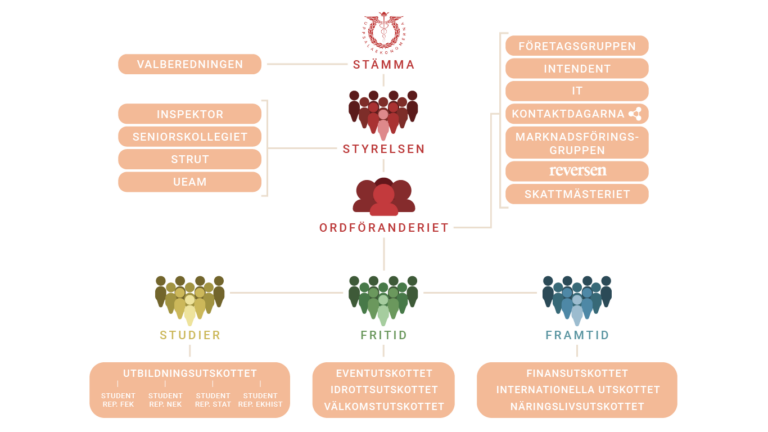
Organisationskarta

#### Eventutskottet
Eventutskottet ansvarar för föreningens sociala aktiviteter. Häribland ett antal olika gasquer. Utskottet anordnar även det årliga projektet Vårbalen, vilket är en bal på slottet och ett av föreningens största projekt.
Välkomstutskottet
Arrangerar Uppsalaekonomernas välkomstveckor för både Recentiorer, Masterstudenter, och internationella studenter

#### Finansutskottet
Finansutskottet anordnar företagsrelaterade projekt såsom företagsbesök, workshops, föreläsningar samt andra aktiviteter inom finansämnet som förankrar studenter med finansbranschen.

#### Idrottsutskottet
Utskottet anordnar flertalet idrottsaktiviteter varje vecka där medlemmar gratis kan spela innebandy, fotboll, basket, tennis med flera. Idrottsutskottet ansvarar även för hälsorelaterade aktiviteter gällande fysiskt och psykiskt välmående samt andra sociala aktiviteter av idrottslig karaktär.

#### Internationella utskottet
Internationella utskottet anordnar projekt såsom internationella karriärsresor, föreläsningar samt andra aktiviteter som ämnar inspirera och främja en internationell karriär.  

#### Näringslivsutskottet
Ett utskott vars arbete består av att till del ombesörja föreningens näringslivskontakt samt agera länk mellan ekonomistudenter vid Uppsala Universitet och företag. I linje med detta anordnar näringslivsutskottet: Case-tävlingar, företagspresentationer, workshops, företagsbesök, frukost- och lunchföreläsningar. 

#### Utbildningsutskottet
Utbildningsutskottet ansvarar och arbetar med föreningens studiebevakning genom att vara ett forum för studenter att påverka utbildningen samt genom att hantera fallärenden på lokal nivå, det vill säga vid de institutioner Uppsalaekonomerna är kår. Utöver detta har utskottet möjlighet att anordna projekt och komplettera utbildningen såsom interna caseutbildningar, förmedling av kurslitteratur, föreläsningar samt information gällande utbytesstudier, exklusive föreläsningar inom finansämnet

### Övriga operativa organ
Vid sidan av den utskottsbundna verksamheten tillkommer ett antal andra organ. 

#### Marknadsföringsgruppen
Ansvarar för att marknadsföra föreningen och dess projekt. Inom ramarna för detta skapar Marknadsföringsgruppen flertalet reklamaffischer och filmer årligen. 

#### Kontaktdagarna
Kontaktdagarna är en arbetsmarknadsmässa för studenter inom ekonomi, systemvetenskap och medie- och kommunikationsvetenskap. Det är Uppsalaekonomernas största projekt och genomförs på Ekonomikum i slutet av varje år. Mässan består av ca 80 utställare och besöks av närmare 3500 studenter. Syftet är att skapa en plattform mellan studenter och näringsliv.

#### Företagsgruppen
Ansvarar för kontakten med föreningens sex samarbetspartners (Deloitte, KPMG, EY, SEB, Grant Thornton Sweden, PwC) samt arbetar för att skapa ny kontakter och samarbeten med näringslivet. 

#### Reversen
Reversen är Uppsalaekonomernas föreningstidning. Sedan vårterminen 2020 är tidningen digital och kan besökas på www.reversen.se. Tidigare gavs den ut i ca 2500 exemplar sex gånger per år. Redaktionen består av chefredaktör och redaktör. Bland intervjuade kan nämnas Björn Borg, Alex Schulman, Fredrik Wikingsson, Eva Hamilton och Henrik Schyffert. 

#### Skattmästeriet
Ansvarar för föreningens ekonomihantering och består av skattmästare och vice skattmästare.

#### Valberedningen
Ansvarar för att intervjua och nominera sökande till förtroendeposter till föreningsstämman eller styrelsen. 

#### Intendent
Intendenten ansvarar för föreningens lokaler, både i utseende och funktion. 

#### IT-ansvarig
IT-ansvarig ansvarar för Uppsalaekonomernas IT-drift och allt IT-relaterat i föreningens lokaler. 